# Gyrodonta flavomaculata
Gyrodonta flavomaculata är en stekelart som beskrevs av Cameron 1901. Gyrodonta flavomaculata ingår i släktet Gyrodonta och familjen brokparasitsteklar. Inga underarter finns listade i Catalogue of Life.